# 博拉代·阿皮蒂
博拉代·阿皮蒂（法語：Boladé Apithy，1985年8月21日—），法国男子击剑运动员，2023年欧洲运动会男子佩剑团体金牌得主、2024年夏季奥林匹克运动会男子佩剑团体铜牌得主。